# 8786 Belskaya
8786 Belskaya è un asteroide della fascia principale. Scoperto nel 1978, presenta un'orbita caratterizzata da un semiasse maggiore pari a 3,1710382 UA e da un'eccentricità di 0,1475431, inclinata di 1,55770° rispetto all'eclittica.